# باسيل سيلرز
باسيل سيلرز (بالإنجليزية: Basil Sellers)‏ مواليد 1935، هو لاعب كرة سلة أسترالي.